# Ternera de Mishima

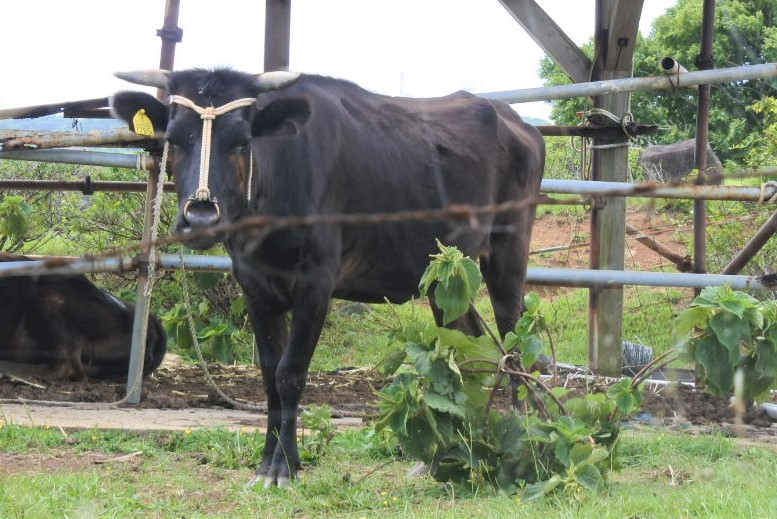
Ternera de Mishima.

La ternera de Mishima (見島牛 Mishima gyū?) es un tipo de carne de ternera producida en Japón y mucho más rara que el buey de Kobe. Toma su nombre de la pequeña isla de Mishima en el mar de Japón, 40 km al noroeste de la prefectura de Yamaguchi.
Los ancestros de las reses de Kobe y Mishima probablemente fueron llevados a Japón por antepasados de los actuales japoneses hace unos 2000 años. Mientras el buey de Kobe es el resultado de la mezcla de estas vacas con ganado europeo, las de Mishima nunca se han cruzado con razas europeas modernas, lo que resulta posible gracias a la geografía única de las islas de la región.
La ternera de Mishima no debe confundirse con la Mishima Ranch beef, que es ternera estadounidense «estilo Kobe» producida por Brand Advantage Partners en Boise, Idaho.